# Guy Roux (Mediziner)
Guy Roux (* 18. Januar 1929) ist ein französischer Psychiater.
Guy Roux ist ehemaliger Präsident und Ehrenpräsident der Société internationale de psychopathologie de l’expression et d’art-thérapie und Ehrenmitglied der DGPA. Diese ehrte ihn im Jahr 1999 mit der Hans-Prinzhorn-Medaille.

## Publikationen
- P. Mohn, J. L. Sudres, G. Roux (Hrsg.): Créativité et Art-Thérapie en Psychiatrie. Masson, Paris 2003.
- Opicinus de Canistris (1296–1352 ?), prêtre, pape et Christ ressuscité. Le Léopard d’Or, Paris 2005.
- Histoire du plancher de Jeannot. Drame de la terre ou puzzle de la tragédie. Encres & Lumière, Cannes-et-Clairan 2005.
- G. Roux, M. Lalarie: Art et folie au Moyen Age : aventures et énigmes d'Opicinus de Canistris (1296–1351). Le léopard d’Or, Paris 1997.
- G. Roux, M. Laharie (Hrsg.): L'humour. Histoire, culture et psychologie. SIPE (Société Internationale de Psychopathologie de l'Expression), Paris 1998.
- J. L. Sudres, G. Roux, M. Laharie (Hrsg.): Humeurs et pratiques d'Art-Thérapie. L'Harmattan, Paris 2003.
- J. L. Sudres, G. Roux, M. Laharie, F. de la Fournier: La personne âgée en art-thérapie : de l'expression au lien social. l'Harmattan, Paris 2004.